# Neholopterus richteri
Neholopterus richteri là một loài bọ cánh cứng trong họ Cerambycidae.